# L (canção)
L é o 50º single da cantora Ayumi Hamasaki é o último single do "Projeto 50º Single", lançado dia 29 de setembro de 2010 pela gravadora Avex Trax. O nome "L" representa o número 50 em algarismos romanos. O single foi lançado em quatro versões diferentes: duas versões CD e duas versões CD+DVD. O single estreou em 1º lugar na Oricon sendo seu 25º single a estrear consecutivamente em 1º lugar na Oricon, fazendo com que ela quebrasse o recorde anterior de que pertencia a cantora Seiko Matsuda com 24 singles consecutivos no 1º lugar.
O single foi certificado Ouro pela RIAJ, por vender mais de 100,000 cópias.

## Alinhamento de faixas
Todas as letras escritas por Ayumi Hamasaki, com exceção de "Seven Days War", que é uma versão cover da TM Network escrito por Mitsuko Komuro.

### CD+DVD Versão 1
| CD  |                                              |                   |                                 |         |  |
| N.º | Título                                       | Música            | Arreglistas(s)                  | Duração |  |
| 1.  | "Virgin Road (Original mix)"                 | Tetsuya Komuro    | Yuta Nakano (arranjo de cordas) | 5:55    |  |
| 2.  | "Sweet Season (Original mix)"                | Noriyuki Makihara | Shingo Kobayashi                | 5:04    |  |
| 3.  | "Last angel (Original mix)"                  | Komuro            | CMJK                            | 5:44    |  |
| 4.  | "Virgin Road (Original mix -Instrumental-)"  | Komuro            | Nakano (arranjo de cordas)      | 5:54    |  |
| 5.  | "Sweet Season (Original mix -Instrumental-)" | Makihara          | Kobayashi                       | 5:05    |  |
| 6.  | "Last angel (Original mix -Instrumental-)"   | Komuro            | CMJK                            | 5:41    |  |

| DVD            |                             |         |  |
| N.º            | Título                      | Duração |  |
| 1.             | "Virgin Road (Vídeo Clip)"  | 5:52    |  |
| 2.             | "Sweet Season (Vídeo Clip)" | 5:22    |  |
| 3.             | "Virgin Road (Making-of)"   | 7:06    |  |
| Duração total: | Duração total:              | 33:24   |  |

### CD+DVD Versão 2
| CD  |                                              |          |                            |         |  |
| N.º | Título                                       | Música   | Arreglistas(s)             | Duração |  |
| 1.  | "Sweet Season (Original mix)"                | Makihara | Kobayashi                  | 5:04    |  |
| 2.  | "Virgin Road (Original mix)"                 | Komuro   | Nakano (arranjo de cordas) | 5:55    |  |
| 3.  | "Last angel (Original mix)"                  | Komuro   | CMJK                       | 5:44    |  |
| 4.  | "Sweet Season (Original mix -Instrumental-)" | Makihara | Kobayashi                  | 5:04    |  |
| 5.  | "Virgin Road (Original mix -Instrumental-)"  | Komuro   | Nakano (arranjo de cordas) | 5:54    |  |
| 6.  | "Last angel (Original mix -Instrumental-)"   | Komuro   | CMJK                       | 5:41    |  |

| DVD            |                             |         |  |
| N.º            | Título                      | Duração |  |
| 1.             | "Sweet Season (Vídeo Clip)" | 5:22    |  |
| 2.             | "Virgin Road (Vídeo Clip)"  | 5:52    |  |
| 3.             | "Sweet Season (Making-of)"  | 4:19    |  |
| Duração total: | Duração total:              | 33:22   |  |

### CD Versão 1
| CD             |                                              |                |                            |         |  |
| N.º            | Título                                       | Música         | Arreglistas(s)             | Duração |  |
| 1.             | "Last angel (Original mix)"                  | Komuro         | CMJK                       | 5:43    |  |
| 2.             | "Virgin Road (Original mix)"                 | Komuro         | Nakano (arranjo de cordas) | 5:55    |  |
| 3.             | "Sweet Season (Original mix)"                | Makihara       | Kobayashi                  | 5:05    |  |
| 4.             | "crossroad (Orchestra version)"              | Komuro         | Nakano                     | 5:42    |  |
| 5.             | "SEVEN DAYS WAR (Orchestra version)"         | Komuro         | Nakano                     | 5:27    |  |
| 6.             | "Last angel (Original mix -Instrumental-)"   | Komuro         | CMJK                       | 5:43    |  |
| 7.             | "Virgin Road (Original mix -Instrumental-)"  | Komuro         | Nakano (arranjo de cordas) | 5:54    |  |
| 8.             | "Sweet Season (Original mix -Instrumental-)" | Makihara       | Kobayashi                  | 5:02    |  |
| Duração total: | Duração total:                               | Duração total: | Duração total:             | 44:31   |  |

### CD Versão 2
| CD             |                                              |                |                            |         |  |
| N.º            | Título                                       | Música         | Arreglistas(s)             | Duração |  |
| 1.             | "SEVEN DAYS WAR (TK Acoustic Piano version)" | Komuro         | Komuro                     | 5:17    |  |
| 2.             | "Virgin Road (Original mix)"                 | Komuro         | Nakano (arranjo de cordas) | 5:55    |  |
| 3.             | "Sweet Season (Original mix)"                | Makihara       | Kobayashi                  | 5:05    |  |
| 4.             | "Last angel (Original mix)"                  | Komuro         | CMJK                       | 5:44    |  |
| 5.             | "Virgin Road (Original mix -Instrumental-)"  | Komuro         | Nakano (arranjo de cordas) | 5:54    |  |
| 6.             | "Sweet Season (Original mix -Instrumental-)" | Makihara       | Kobayashi                  | 5:05    |  |
| 7.             | "Last angel (Original mix -Instrumental-)"   | Komuro         | CMJK                       | 5:41    |  |
| Duração total: | Duração total:                               | Duração total: | Duração total:             | 38:41   |  |

## Oricon & Vendas
| Parada                | Posição | Total de Vendas | Semanas |
| --------------------- | ------- | --------------- | ------- |
| Oricon Parada Diária  | 1       | 34,796          | 8       |
| Oricon Parada Semanal | 1       | 70,715          | 8       |
| Oricon Parada Mensal  | 6       | 92,478          | 8       |
| Oricon Parada Anual   | 71      | 94,573          | 8       |